# لويجي ستورزو

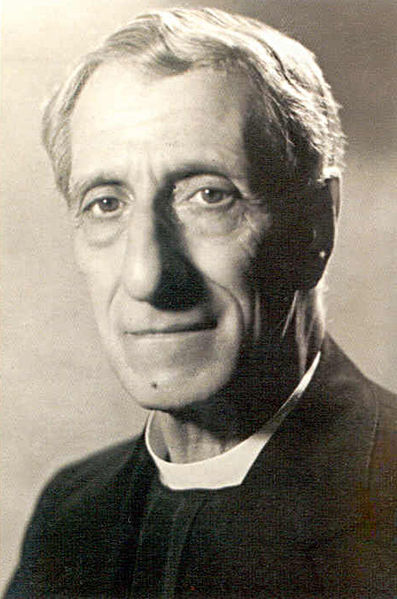
لويجي ستورزو

لويجي ستورزو (بالإيطالية: Luigi Sturzo)‏ (26 نوفمبر 1871 – 8 أغسطس 1959) هو قس كاثوليكي إيطالي وسياسي. يعتبر ستورزو واحدًا من آباء الديمقراطية المسيحية. كان ستورزو واحد من مؤسسي حزب الشعب الإيطالي في عام 1919. ولكنه نفي في عام 1924 مع ظهور الفاشية الإيطالية. في منفاه في لندن ولاحقًا في نيويورك نشر ستورزو ما يزيد عن 400 مقالة ينتقد فيها الفاشية. وبعد ذلك الديمقراطيين المسيحيين في فترة ما بعد الحرب في إيطاليا.

## روابط خارجية
- لويجي ستورزو على موقع الموسوعة البريطانية (الإنجليزية)
- لويجي ستورزو على موقع مونزينجر (الألمانية)
- لويجي ستورزو على موقع ديسكوغز (الإنجليزية)